# Perthes (Sena y Marne)
 Perthes  es una población y comuna francesa, en la región de Isla de Francia, departamento de Sena y Marne, en el distrito de Melun y cantón de Perthes.

## Demografía
| 929 | 937 | 1297 | 1537 | 1707 | 1896 | 2063 | 2127 | 2004 | 1980 |
| Para los censos de 1962 a 1999 la población legal corresponde a la población sin duplicidades (Fuente: INSEE [Consultar]) |     |      |      |      |      |      |      |      |      |